# Spoutnik 3
Spoutnik 3 est un satellite artificiel soviétique mis en orbite autour de la Terre le 15 mai 1958. Son nom initial était Objet D, alors qu'il était en cours d'étude au début de 1956. N'ayant pas pu être terminé avant Spoutnik 1, il reprit le nom de ses deux prédécesseurs.
En forme de cône (3,57 m de hauteur), Spoutnik 3 était un observatoire scientifique automatique, doté de douze instruments différents. Ils devaient fournir des informations sur la densité de la haute atmosphère, les rayons cosmiques, les rayonnements solaires, la présence de particules de haute énergie et de micrométéorites. Mais l'objectif principal de la mission était l'étude des ceintures de radiations de Van Allen, découvertes peu de temps avant par le satellite américain Explorer 1.
Le 3 février 1958, la première tentative de mise en orbite de Spoutnik 3 échoua : un des boosters tomba en panne et le lanceur s'écrasa 88 secondes après le lancement. Le satellite est récupéré, certains de ses instruments étant toujours fonctionnels. Trois mois plus tard, le 15 mai 1958, le deuxième essai fut une réussite. Mais le système qui devait enregistrer les données lorsque le satellite n'était pas en communication directe avec la base terrestre ne fonctionna pas. Le problème avait en fait été détecté avant le lancement, mais le responsable avait argüé qu'il n'était dû qu'a des interférences sur la plateforme de tir. Les données retransmises par le satellite furent incomplètes et donc insuffisantes pour permettre d'étudier les ceintures de Van Allen en détail. Il resta en orbite jusqu'au 6 avril 1960.

## Caractéristiques
- Masse : 1 327 kg[1]
- Développement : URSS
- Programme : Spoutnik
- Date de lancement : 15 mai 1958
- Lieu de lancement : Cosmodrome de Baïkonour
- Lanceur : R-7 8A91